# アントニオ・パチェコ
アントニオ・パチェコ・マソー（Antonio Pacheco Massó 1964年6月4日 - ）は、キューバのサンティアーゴ・デ・クーバ州出身の元野球選手（内野手）。右投右打。

## 来歴

### 現役時代
1980/1981シーズンから2001/2002シーズンまで22シーズンに渡り、キューバ国内リーグであるセリエ・ナシオナル・デ・ベイスボル（SNB）のアビスパス・デ・サンティアーゴ・デ・クーバに所属。キューバ代表の主将を務め、オマール・リナレスやオレステス・キンデランとクリーンナップを担った。1983年のパンアメリカン競技大会から代表入りをして、以後2001年までの25の国際大会のうち11大会で打率4割以上を打った。守備でも軽々としたフットワークから強い送球で走者を刺す二塁手であった。
2002年のシーズン中、キンデランとともに社会人野球のシダックスに入団。翌2003年から監督に就任した野村克也の指導の下でキンデランとクリーンアップを打ち、チームの打撃の中核を担った。同年行なわれた第74回都市対抗野球大会では準優勝に貢献したが、その翌月にアキレス腱を痛めてシーズン後半は欠場を余儀なくされ、翌2004年も負傷の影響で前年ほどの活躍はできなかった。同年限りで現役を引退しキューバに帰国した。
2011/2012シーズンにエンリケ・エステバン・ディアスによって破られるまで、SNBの通算最多安打記録（2356安打）を保持していた。

### 現役引退後
帰国後、2004/2005シーズンから2010/2011シーズンまでアビスパス・デ・サンティアーゴ・デ・クーバの監督としてチームを率いた。その間、2004/2005シーズン、2006/2007シーズン、2007/2008シーズンにチームをシリーズ優勝に導いた。
また2008年の北京オリンピックでは代表監督に就任。キューバを銀メダルに導いた。
2014年にアメリカ合衆国フロリダ州に移住。2015年にニューヨーク・ヤンキース傘下ルーキー級GCLヤンキース（現FCLヤンキース）のコーチに就任し、2016年からはA+級タンパ・ヤンキースの守備コーチを務めた。その後もヤンキースの新人部門のコーチを歴任し、2023年からは再びFCLヤンキースの守備コーチを務めている。

## エピソード
- キューバではそのリーダーシップの高さと勝負強さから、「The Captain of Captains」というニックネームで呼ばれた[4]。
- 野村克也は、スポーツうるぐすにて「キンデランは天才的な選手であったが、パチェコは頭脳的な選手であった。非常に野球を良く知っている。キューバ代表の監督になることは当時から言っていた」と振り返っている。
- 2003年6月14日に行われた第74回都市対抗野球大会の東京都予選1回戦（東京ガス戦）で、東京ガスのエースだった内海哲也から追加点となる場外3ランホームランを放っている。

## 詳細情報

### 通算打撃成績
1853試合、7045打数、2356安打（歴代2位）、打率.334、366二塁打、63三塁打、284本塁打、1304打点（歴代3位）、
出塁率.399、長打率.525、OPS.924、741四球、77敬遠、73死球、834三振、60盗塁、44盗塁死
- キューバ国内リーグ（選抜リーグ含む）。実働22年